# 沃奇陶爾 (紐約州)
沃奇陶爾（英語：Watchtower）是位於美國紐約州阿爾斯特縣的普查規定居民點。

## 人口
根據2020年美國人口普查的數據，沃奇陶爾的面積為1.84平方千米，皆為陸地。當地共有人口1709人，而人口密度為每平方千米928.8人。